# Rue Malebranche
Rue Malebranche (Malebranchova ulice) je ulice v Paříži. Nachází se v 5. obvodu.

## Poloha
Ulice vede od křižovatky s Rue Saint-Jacques, kde navazuje na ulici Rue des Fossés Saint-Jacques, a končí u Rue Le Goff. Ulice je orientována od východu na západ.

## Historie
Bývalé části ulic Rue Paillet a Rue Saint-Thomas d'Enfer vznikly v roce 1646. Ulice byla přejmenována 1. února 1877 podle Nicolase Malebranche (1638-1715), francouzského filozofa a teologa.
V domě č. 17 se natáčel film Odpolední láska z roku 1957, ve kterém hrají Audrey Hepburnová, Gary Cooper a Maurice Chevalier.